# Bilal Tabti
Bilal Tabti (ur. 7 czerwca 1993 w Dżidżal) – algierski lekkoatleta specjalizujący się w biegach długich.
Czwarty zawodnik biegu na 2000 metrów z przeszkodami podczas igrzysk olimpijskich młodzieży w Singapurze (2010). W 2012 zajął 5. miejsce na juniorskich mistrzostwach świata. Na trzynastym miejscu ukończył finał biegu na 3000 metrów z przeszkodami podczas światowego czempionatu w Pekinie (2015). W tym samym roku był dziesiąty na igrzyskach afrykańskich oraz dziewiąty podczas światowych igrzysk wojskowych.
Złoty medalista igrzysk śródziemnomorskich w 2022 w Oranie oraz mistrzostw Algierii.
Rekord życiowy w biegu na 3000 metrów z przeszkodami: 8:20,20 (10 czerwca 2017, Amiens).

## Osiągnięcia
| Rok  | Impreza                        | Miejsce        | Konkurencja                   | Pozycja     | Wynik   |
| ---- | ------------------------------ | -------------- | ----------------------------- | ----------- | ------- |
| 2010 | Igrzyska olimpijskie młodzieży | Singapur       | bieg na 2000 m z przeszkodami | 4. miejsce  | 5:44,34 |
| 2012 | Mistrzostwa świata juniorów    | Barcelona      | bieg na 3000 m z przeszkodami | 5. miejsce  | 8:32,08 |
| 2015 | Mistrzostwa świata             | Pekin          | bieg na 3000 m z przeszkodami | 13. miejsce | 8:29,04 |
| 2015 | Igrzyska afrykańskie           | Brazzaville    | bieg na 3000 m z przeszkodami | 10. miejsce | 8:41,48 |
| 2015 | Światowe igrzyska wojskowych   | Mungyeong      | bieg na 3000 m z przeszkodami | 9. miejsce  | 8:50,74 |
| 2016 | Igrzyska olimpijskie           | Rio de Janeiro | bieg na 3000 m z przeszkodami | eliminacje  | 8:38,87 |
| 2017 | Mistrzostwa świata             | Londyn         | bieg na 3000 m z przeszkodami | –           | DQ      |
| 2019 | Igrzyska afrykańskie           | Rabat          | bieg na 3000 m z przeszkodami | 10. miejsce | 8:45,59 |
| 2019 | Mistrzostwa świata             | Doha           | bieg na 3000 m z przeszkodami | eliminacje  | 8:35,15 |
| 2022 | Igrzyska śródziemnomorskie     | Oran           | bieg na 3000 m z przeszkodami | 1. miejsce  | 8:22,79 |
| 2022 | Mistrzostwa świata             | Eugene         | bieg na 3000 m z przeszkodami | eliminacje  | 8:38,45 |
| 2023 | Igrzyska panarabskie           | Algier         | bieg na 3000 m z przeszkodami | 2. miejsce  | 8:25,32 |
| 2024 | Mistrzostwa Afryki             | Duala          | bieg na 3000 m z przeszkodami | 7. miejsce  | 8:41,68 |
| 2024 | Igrzyska olimpijskie           | Paryż          | bieg na 3000 m z przeszkodami | eliminacje  | 9:04,81 |